# گالامودونا
گالامودونا (به لاتین: Galamuduna) یک منطقهٔ مسکونی در سری‌لانکا است که در استان مرکزی (سری‌لانکا) واقع شده‌است.